# Höstfrölöpare
Höstfrölöpare (Harpalus autumnalis) är en art i insektsordningen skalbaggar som hör till familjen jordlöpare.

## Kännetecken
Höstfrölöparen har en kroppslängd på 7,5 till 9,5 millimeter. Dess kroppsform är jämnbred och som hos många andra jordlöpare ganska platt för att skalbaggen lätt ska kunna gömma sig i smala springor mellan stenar och liknande. Färgen på kroppen är övervägande svartbrun, med ljusare gulbruna antenner och ben.

## Utbredning
Höstfrölöparen huvudsakliga utbredningsområde är mellersta Europa, så långt österut som till Ural och söderut till Balkan. I Norden är den endast känd från ett enda område i Skåne, nära Löderup, med en yta mindre än 10 kvadratkilometer.

## Status
I Sverige är höstfrölöparen klassad som akut hotad. De största hoten mot arten är dess mycket begränsade utbredning och isolerade, individfattiga population. Detta eftersom det gör att även slumpartade, tillfälliga störningar kan påverka arten väldigt negativt. Ett annat hot är igenväxning av dess livsmiljö. 

## Levnadssätt
Höstfrölöparen har som andra skalbaggar  fullständig förvandling och genomgår utvecklingsstadierna ägg, larv, puppa och imago. Från mellersta Europa uppges larvens utveckling ske under sommaren och arten övervintrar där som fullbildad insekt. I Sverige är höstfrölöparens livscykel inte lika säkert känd.